# Antonio Pettigrew
Antonio Pettigrew (* 3. November 1967 in Macon, Georgia; † 10. August 2010 im Chatham County, North Carolina) war ein US-amerikanischer Leichtathlet.

## Biografie
Pettigrew wurde bei den Weltmeisterschaften 1991 in Tokio Weltmeister im 400-Meter-Lauf. Im Finale der 4-mal-400-Meter-Staffel konnte er als Schlussläufer den Briten Kriss Akabusi nicht halten, so dass die US-Staffel Silber gewann. Nachdem er bei den Weltmeisterschaften 1995 als Ersatzläufer nur im Vorlauf der Staffel eingesetzt worden war, gehörte er 1997 in Athen, 1999 in Sevilla und 2001 in Edmonton jeweils der Weltmeisterstaffel an. Im 400-Meter-Lauf belegte er bei diesen Weltmeisterschaften die Plätze sieben (1997), fünf (1999) und vier (2001). Nachdem er sich weder 1992 noch 1996 für die Olympischen Spiele hatte qualifizieren können, nahm er 2000 erstmals an Olympischen Spielen teil. In Sydney belegte er Platz sieben im 400-Meter-Lauf und wurde mit der US-amerikanischen Staffel Olympiasieger.
Im Rahmen des Prozesses gegen seinen früheren Trainer Trevor Graham räumte er ein, während seiner aktiven Zeit Doping in Form von Wachstumshormonen und Erythropoetin (EPO) betrieben zu haben. Er akzeptierte eine Sperre von zwei Jahren und gab alle Goldmedaillen zurück, die er seit 1997 gewonnen hatte. Am 2. August 2008 wurde Antonio Pettigrew nachträglich für die Olympischen Spiele 2000 disqualifiziert. Die Goldmedaille mit der Staffel wurde allen beteiligten Sportlern aberkannt, ebenso am 12. August 2008 der erzielte Weltrekord mit der 4-mal-400-Meter-Staffel bei den Goodwill Games am 22. Juli 1998.
Er starb im Jahr 2010 im Alter von 42 Jahren durch Suizid. Er hinterließ seine Ehefrau und seinen Sohn.